# Hulhulé
Hulhulé (en dhivehi: ހުޅުލެ,) es una isla situada en el atolón de Malé norte. Ampliada muchas veces, es en gran parte ocupada por la infraestructura del Aeropuerto Internacional de Male.
Hulhule se encuentra en las Maldivas, en el sur del Atolón norte de Malé,  en la subdivisión Kaafu. La isla está bañada por el Mar de Laquedivas, en el Océano Índico.
El 19 de octubre de 1960, una pista de aterrizaje se abrió en el centro de la isla. El primer avión, una unidad de la Fuerza Aérea de Nueva Zelanda, llegó el mismo día. En mayo de 1964, el gobierno decidió asfaltar la pista que se completó el 12 de abril de 1966. Se harán posteriormente ampliaciones sucesivas para el desarrollo del aeródromo. Este es el caso en 1968, cuando la laguna entre Hulhule y Gaadhoo se rellenó.